# Aleksander Naruszewicz (zm. 1653)
Aleksander Naruszewicz herbu Wadwicz (zm. w 1653 roku) – kasztelan żmudzki w latach 1645–1653, leśniczy niemonojcki. 
Syn Jana, łowczego litewskiego. Poślubił córkę Mikołaja Radziwiłła (zm. 1589), wojewody nowogródzkiego Elżbietę. Jego córka Izabela została późniejszą żoną Stanisława Massalskiego, podkomorzego grodzieńskiego i pułkownika Wielkiego Księstwa Litewskiego.
Poseł powiatu trockiego na sejm 1627 roku. Poseł na sejm zwyczajny 1635 roku, sejm zwyczajny 1637 roku, sejm 1640 roku. Urząd kasztelana żmudzkiego pełnił w latach 1645-1653. 
Był działaczem kalwińskim i elektorem z województwa wileńskiego od 1632 roku.